# Biblioteca del Estudiante Universitario
Die Biblioteca del Estudiante Universitario  (BEU) ist eine Buchreihe der Universidad Nacional Autónoma de México (UNAM; Nationale Autonome Universität von Mexiko).

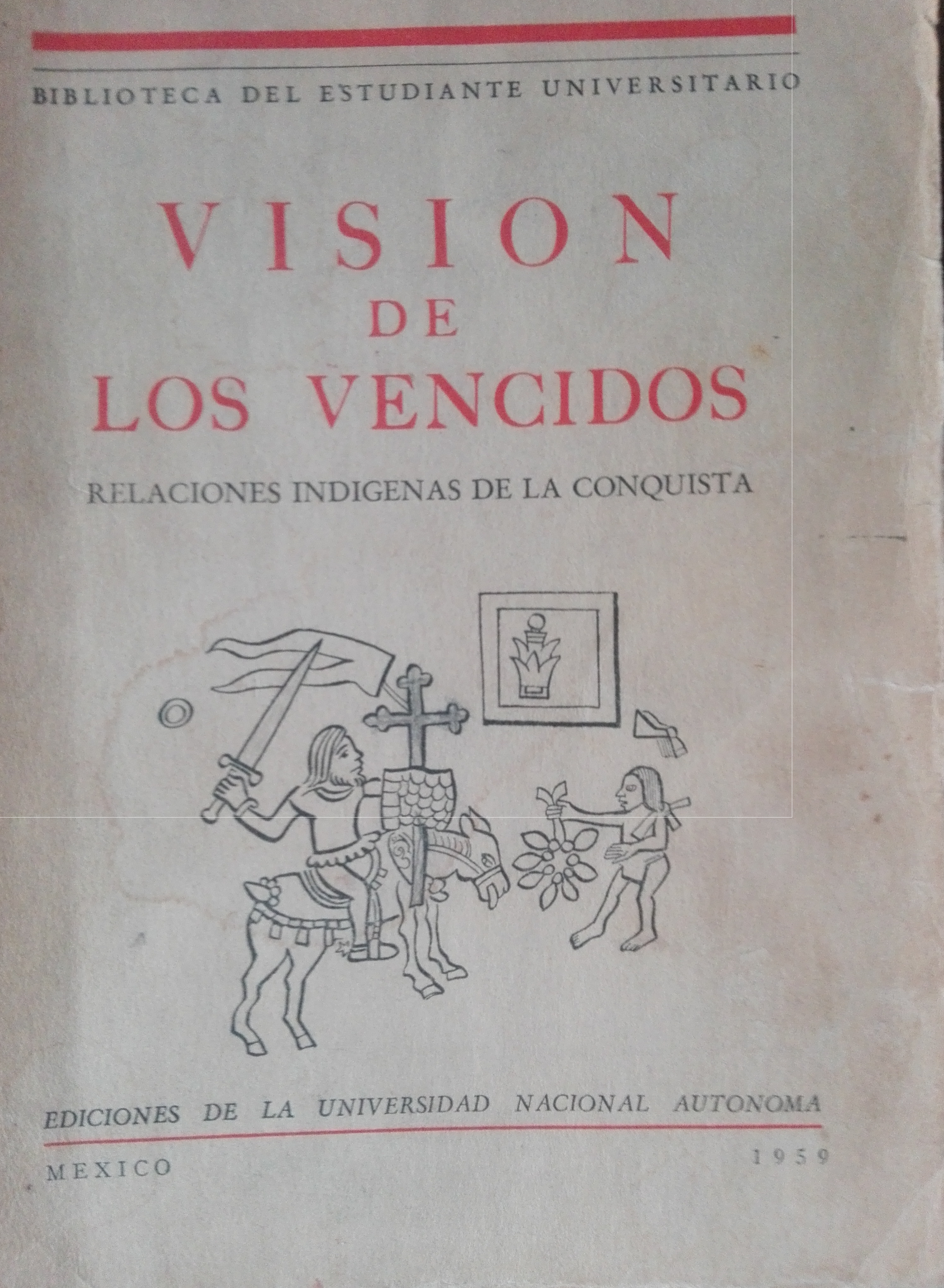
Visión de los vencidos: Relaciones indígenas de la conquista von Miguel León-Portilla (Titelseite von Band 81, 1959)

Die spanischsprachige mexikanische Reihe wurde 1939 gegründet. Der Zweck der Gründung war es, Bücher über die mexikanische Kultur und Geschichte zu veröffentlichen und für Studenten und die breite Öffentlichkeit nützlich zu sein. Die darin enthalten Materialien reichen von der Zeit der spanischen Herrschaft bis hin zu Texten zeitgenössischer Autoren. Die BEU ist nicht nur die älteste Sammlung der Universität in Mexiko-Stadt, sondern auch eine der traditions- und prestigeträchtigsten Sammlungen des Landes. Der mexikanische Schriftsteller und Historiker Edmundo O’Gorman (1906-1995) nannte sie wegen ihres anthologischen und populären Charakters eine wahre mexikanische Bibliothek (una verdadera biblioteca mexicana). Ursprünglich für das Abitur (bachillerato) bestimmt, gelten ihre Titel als unverzichtbar für jeden Studenten der mexikanischen Literatur und Geschichte. Zahlreiche renommierte Fachgelehrte, Schriftsteller und Historiker, haben an der Reihe mitgewirkt. Die erste Nummer der Reihe bildet das Popol Vuh („Buch des Rates“). In der Reihe vereint sind viele wichtige Autoren wie Cervantes de Salazar, Sor Juana, Sigüenza y Góngora, Clavijero, Alamán, Fray Servando, Ignacio Manuel Altamirano, Bulnes, Azuela, Nervo, Tablada, List Arzubide, Vasconcelos, Micrós, Caso, Díaz Mirón, Riva Palacio, Lizardi, Flores Magón, Gamboa, Gamio, Othón, Martínez, López Velarde, Alfonso Reyes, Martín Luis Guzmán, Payno, Rabasa, Prieto, Zarco und viele andere.

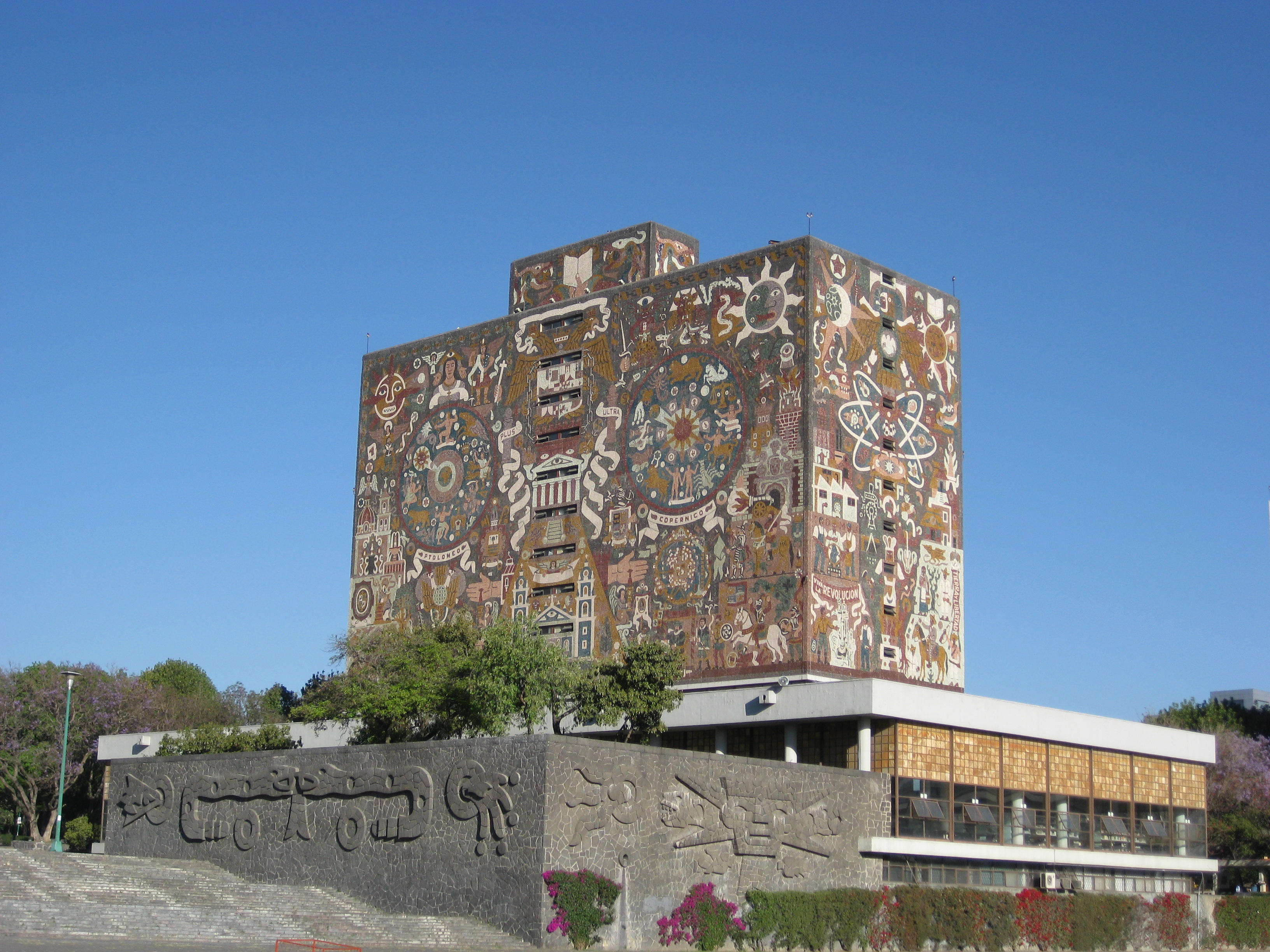
Zentralbibliothek der Universidad Nacional Autónoma de México (UNAM)
Architekt: Juan O’Gorman

## Bandübersicht
Die folgende Übersicht erhebt keinen Anspruch auf Aktualität oder Vollständigkeit:
- 1. El Libro del Consejo (Popol Vuh). 1939. Prólogo de Francisco Monterde. Traducción y notas de Miguel Ángel Asturias, J. M. González de Mendoza 126969. Traducción y notas de Georges Raynaud. México, D. F.: Universidad Nacional Autónoma de México (Biblioteca del Estudiante Universitario; 1) / Imprenta Universitaria.
- 2. Crónicas de la Conquista. 1939. Introducción, selección y notas de Agustín Yáñez. México, D. F.: Universidad Nacional Autónoma de México (Biblioteca del Estudiante Universitario; 2) / Imprenta Universitaria.

Itinerario de Juan de Grijalva
Relación de Andrés de Tapia
Cartas de relación de Hernán Cortés
Historia de Bernal Díaz del Castillo
Crónica de Chac-Xulub-Chen.
- 3. México en 1554 : tres diálogos latinos. 1939. Cervantes de Salazar, Francisco. Traducción al español de Joaquín García Icazbalceta. Nota preliminar de Julio Jiménez Rueda. México, D. F.: Universidad Nacional Autónoma de México (Biblioteca del Estudiante Universitario; 3) / Imprenta Universitaria.
- 4. Autos y coloquios del siglo XVI. 1939. Prólogo y notas de José Rojas Garcidueñas. México, D. F.: Universidad Nacional Autónoma de México (Biblioteca del Estudiante Universitario; 4) / Imprenta Universitaria / Coordinación de Humanidades (UNAM).
- 5. Los pechos privilegiados. 1939. Ruiz de Alarcón, Juan. Estudio preliminar de Julio Jiménez Rueda. México, D. F.: Universidad Nacional Autónoma de México (Biblioteca del Estudiante Universitario; 5) / Imprenta Universitaria.
- 6. Las paredes oyen. 1939. Ruiz de Alarcón, Juan. Estudio preliminar de Julio Jiménez Rueda. Ciudad de México: Universidad Nacional Autónoma de México (Biblioteca del Estudiante Universitario; 6) / Imprenta Universitaria.
- 7. Poesías profanas. 1939. Martínez de Navarrete, José Manuel. Prólogo y selección de Francisco Monterde. México, D. F.: Universidad Nacional Autónoma de México (Biblioteca del Estudiante Universitario; 7) / Imprenta Universitaria.
- 8. Semblanzas e ideario. 1939. Alamán, Lucas. Prólogo y selección de Arturo Arnáiz y Freg. México, D. F.: Universidad Nacional Autónoma de México (Biblioteca del Estudiante Universitario; 8) / Imprenta Universitaria.
- 9. Pueblo y canto. 1939. Campo, Ángel de. Prólogo y selección de Mauricio Magdaleno. México, D. F.: Universidad Nacional Autónoma de México (Biblioteca del Estudiante Universitario; 9) / Imprenta Universitaria.
- 10. Prosas. 1939. Sierra, Justo. Prólogo y selección de Antonio Caso. México, D. F.: Universidad Nacional Autónoma de México (Biblioteca del Estudiante Universitario; 10) / Imprenta Universitaria.
- 11. Poesía indígena de la altiplanicie. 1940. Introducción de Ángel María Garibay. Selección, versión y notas de Ángel María Garibay. México, D. F.: Universidad Nacional Autónoma de México (Biblioteca del Estudiante Universitario; 11) / Imprenta Universitaria.
- 12. Crónicas de Michoacán. 1940. Selección, introducción y notas de Federico Gómez de Orozco. México, D. F.: Universidad Nacional Autónoma de México (Biblioteca del Estudiante Universitario; 12) / Imprenta Universitaria.
- 13. Relaciones históricas. 1940. Sigüenza y Góngora, Carlos de. Selección, prólogo y notas de Manuel Romero de Terreros y Vinent. México, D. F.: Universidad Nacional Autónoma de México (Biblioteca del Estudiante Universitario; 13) / Imprenta Universitaria.
- 14. Los empeños de una casa. 1910. Cruz, Sor Juana Inés de la. Prólogo de Julio Jiménez Rueda. México, D. F.: Universidad Nacional Autónoma de México (Biblioteca del Estudiante Universitario; 14) / Imprenta Universitaria.
- 15. El pensador mexicano. 1940. Fernández de Lizardi, José Joaquín. Estudio preliminar, selección y notas de Agustín Yáñez. México, D. F.: Universidad Nacional Autónoma de México (Biblioteca del Estudiante Universitario; 15) / Imprenta Universitaria.
- 16. El Gallo Pitagórico. 1940. Morales, Juan Bautista. Estudio preliminar y selección de Mauricio Magdaleno. México, D. F.: Universidad Nacional Autónoma de México (Biblioteca del Estudiante Universitario; 16) / Imprenta Universitaria.
- 17. Musa callejera. 1940. Prieto, Guillermo. Prólogo y selección de Francisco Monterde. México, D. F.: Universidad Nacional Autónoma de México (Biblioteca del Estudiante Universitario; 17) / Imprenta Universitaria.
- 18. Aires de México. 1940. Altamirano, Ignacio Manuel. Prólogo y selección de Antonio Acevedo Escobedo. México, D.F.: Universidad Nacional Autónoma de México (Biblioteca del Estudiante Universitario; 18) / Imprenta Universitaria.
- 19. Selva y mármoles : antología histórica. 1940. Pagaza, Joaquín Arcadio. Selección, introducción y notas de Gabriel Méndez Plancarte. México, D. F. : Universidad Nacional Autónoma de México (Biblioteca del Estudiante Universitario; 19) / Imprenta Universitaria.
- 20. Cuentos, crónicas y ensayos. 1940. Gutiérrez Nájera, Manuel. Selección y prólogo de Alfredo Maillefert. México, D. F.: Universidad Nacional Autónoma de México (Biblioteca del Estudiante Universitario; 20) / Imprenta Universitaria.
- 21. Libro de Chilam Balam de Chumayel. 1941. Traducción y prólogo de Antonio Mediz Bolio Contarrel. México, D. F.: Universidad Nacional Autónoma de México (Biblioteca del Estudiante Universitario; 21) / Imprenta Universitaria.
- 22. Doctrina. 1941. Casas, Fray Bartolomé de las. Prólogo y selección de Agustín Yáñez. México, D. F.: Universidad Nacional Autónoma de México (Biblioteca del Estudiante Universitario; 22) / Imprenta Universitaria.
- 23. Grandeza mexicana ; Fragmentos del Siglo de Oro ; El Bernardo. 1941. Balbuena, Bernardo de. Introducción de Francisco Monterde. México, D.F.: Universidad Nacional Autónoma de México (Biblioteca del Estudiante Universitario; 23) / Imprenta Universitaria.
- 24. Humanistas del siglo XVIII. 1941. Clavijero, Francisco Xavier. Introducción y selección de Gabriel Méndez Plancarte. México, D. F.: Universidad Nacional Autónoma de México (Biblioteca del Estudiante Universitario; 24) / Imprenta Universitaria.
- 25
- 26. Estudios. 1941. Barreda, Gabino. compilación y prólogo de José Fuentes Mares. México, D. F.: Universidad Nacional Autónoma de México (Biblioteca del Estudiante Universitario; 26) / Imprenta Universitaria.
- 27. La linterna mágica. 1941. Cuéllar, José Tomás de. Selección y prólogo de Mauricio Magdaleno. México, D. F.: Universidad Nacional Autónoma de México (Biblioteca del Estudiante Universitario; 27) / Imprenta Universitaria.
- 28. Relatos. 1941. Roa Bárcena, José María. Prólogo y selección de Julio Jiménez Rueda. México, D. F.: Universidad Nacional Autónoma de México (Biblioteca del Estudiante Universitario; 28) / Imprenta Universitaria.
- 29. La hija del rey. 1941. Peón y Contreras, José. Prólogo de Ermilo Abreu Gómez. México, D. F.: Universidad Nacional Autónoma de México (Biblioteca del Estudiante Universitario; 29) / Imprenta Universitaria.
- 30. Poesía romántica. 1941. Vv aa. Prólogo de José Luis Martínez. Selección de Alí Chumacero. México, D.F.: Universidad Nacional Autónoma de México (Biblioteca del Estudiante Universitario; 30) / Imprenta Universitaria.
- 31. Mitos indígenas. 1942. Estudio preliminar, selección y notas de Agustín Yáñez. México, D. F.: Universidad Nacional Autónoma de México (Biblioteca del Estudiante Universitario; 31) / Imprenta Universitaria.
- 32. Los señores de la Nueva España. 1942. Zorita, Alonso de. Prólogo y notas de Joaquín Ramírez Cabañas. México, D. F.: Universidad Nacional Autónoma de México (Biblioteca del Estudiante Universitario; 32) / Imprenta Universitaria.
- 33. Poetas novohispanos : primer siglo (1521-1621). 1942. Vv aa. Notas de Alfonso Méndez Plancarte. Estudio y selección de Alfonso Méndez Plancarte. México, D. F.: Universidad Nacional Autónoma de México (Biblioteca del Estudiante Universitario; 33) / Imprenta Universitaria.
- 34. Por los campos de México. 1942. Landívar, Rafael. Prólogo y notas de Octaviano Valdés. Versión de Octaviano Valdés. México, D. F.: Universidad Nacional Autónoma de México (Biblioteca del Estudiante Universitario; 34) / Imprenta Universitaria.
- 35. Testimonios de Guadalajara. 1942. Prólogo y selección de José Cornejo Franco. México, D. F.: Universidad Nacional Autónoma de México (Biblioteca del Estudiante Universitario; 35) / Imprenta Universitaria.
- 36. Discursos, memorias e informes. 1942. Ramos Arizpe, Miguel. Notas bibliográficas Vito Alessio Robles. México, D. F.: Universidad Nacional Autónoma de México (Biblioteca del Estudiante Universitario; 36) / Imprenta Universitaria.
- 37. Indulgencia para todos. 1942. Gorostiza, Manuel Eduardo de. Prólogo de Mario Mariscal. México: Universidad Nacional Autónoma de México (Biblioteca del Estudiante Universitario; 37) / Imprenta Universitaria.
- 38. Opúsculos y biografías. 1942. García Icazbalceta, Joaquín. Prólogo y selección de Julio Jiménez Rueda. México, D. F.: Universidad Nacional Autónoma de México (Biblioteca del Estudiante Universitario; 38) / Imprenta Universitaria.
- 39. Cuentos. 1942. Delgado, Rafael. Prólogo y selección de Francisco Monterde. México, D. F.: Universidad Nacional Autónoma de México (Biblioteca del Estudiante Universitario; 39) / Imprenta Universitaria.
- 40. El león y la virgin. 1942. López Velarde, Ramón. Prólogo y selección de Xavier Villaurrutia. México, D. F.: Universidad Nacional Autónoma de México (Biblioteca del Estudiante Universitario; 40) / Imprenta Universitaria.
- 41. Crónica Mexicana. 1943. Alvarado Tezozómoc, Hernando. Prólogo y selección de Mario Mariscal. México, D. F.: Universidad Nacional Autónoma de México (Biblioteca del Estudiante Universitario; 41) / Imprenta Universitaria.
- 42. Suma Indiana. 1943. Sahagún, Bernardino de. Introducción y selección de Mauricio Magdaleno. México, D. F.: Universidad Nacional Autónoma de México (Biblioteca del Estudiante Universitario; 42) / Imprenta Universitaria.
- 43. Poetas novohispanos: segundo siglo (1621-1721) I. 1945. Selección, estudio preliminar y notas de Alfonso Méndez Plancarte. México: Universidad Nacional Autónoma de México (Biblioteca del Estudiante Universitario; 43) / Imprenta Universitaria.
- 44. Capítulos de historia y disertaciones. 1944. Clavijero, Francisco Xavier. Prólogo y selección de Julio Jiménez Rueda. México, D. F.: Universidad Nacional Autónoma de México (Biblioteca del Estudiante Universitario; 44) / Imprenta Universitaria.
- 45. Los sirgueros de la Virgen ; La portentosa vida de la muerte. 1944. Bolaños, Joaquín, Bramón, Francisco. Prólogo de Agustín Yáñez. México, D. F.: Universidad Nacional Autónoma de México (Biblioteca del Estudiante Universitario; 45) / Imprenta Universitaria.
- 46. Poliantea. 1944. Ramírez Álvarez, José Fernando. Prólogo y selección de Manuel Romero de Terreros y Vinent. México, D. F.: Universidad Nacional Autónoma de México (Biblioteca del Estudiante Universitario; 46) / Imprenta Universitaria.
- 47. A ninguna de las tres. Comedia de costumbres, en dos actos. 1944. Calderón, Fernando. Estudio preliminar de Francisco Monterde. México, D. F.: Universidad Nacional Autónoma de México (Biblioteca del Estudiante Universitario; 47) / Imprenta Universitaria.
- 48. Estudios escogidos. 1944. Díez de Sollano y Dávalos, José de Jesús. Prólogo y selección de Oswaldo Robles. México, D. F.: Universidad Nacional Autónoma de México (Biblioteca del Estudiante Universitario; 48) / Imprenta Universitaria.
- 49. Ensayos. 1944. Ramírez, Ignacio. Selección y prólogo de Manuel González Ramírez. México, D. F.: Universidad Nacional Autónoma de México (Biblioteca del Estudiante Universitario; 49) / Imprenta Universitaria.
- 50. Paisaje. 1944. Othón, Manuel José. Prólogo y selección de Manuel Calvillo. México, D. F.: Universidad Nacional Autónoma de México (Biblioteca del Estudiante Universitario; 50) / Imprenta Universitaria.
- 51. Épica náhuatl. 1945. Selección, introducción y notas de Ángel María Garibay. México, D. F.: Universidad Nacional Autónoma de México (Biblioteca del Estudiante Universitario; 51) / Imprenta Universitaria.
- 52. Vidas franciscanas. 1945. Mendieta, Gerónimo de. Prólogo y selección de Juan B. Iguíniz 4270. México, D. F.: Universidad Nacional Autónoma de México (Biblioteca del Estudiante Universitario; 52) / Imprenta Universitaria.
- 53. La conjuración de Martín Cortés y otros temas. 1945. Suárez de Peralta, Juan. Selección y prólogo de Agustín Yáñez. México, D. F.: Universidad Nacional Autónoma de México (Biblioteca del Estudiante Universitario; 53) / Imprenta Universitaria.
- 54. Poetas novohispanos : segundo siglo (1621-1721) II. 1945. Notas de Alfonso Méndez Plancarte. Estudio y selección de Alfonso Méndez Plancarte. México, D. F.: Universidad Nacional Autónoma de México (Biblioteca del Estudiante Universitario; 54) / Imprenta Universitaria.
- 55. Gil Blas de Santillana en México ; Sueño de sueños. 1945. Acosta Enríquez, José Mariano, María de Calzada, Bernardo. Prólogo y selección de Julio Jiménez Rueda. México, D. F.: Universidad Nacional Autónoma de México (Biblioteca del Estudiante Universitario; 55) / Imprenta Universitaria.
- 56. Escritos y memorias. 1945. Mier, Servando Teresa de. Prólogo y selección de Edmundo O’Gorman. México, D. F.: Universidad Nacional Autónoma de México (Biblioteca del Estudiante Universitario; 56) / Imprenta Universitaria.
- 57. Astucia : a través de tres personajes de la novela. 1945. Gonzaga Inclán, Luis. Selección e introducción de José de J. Núñez y Domínguez 127043. México, D. F.: Universidad Nacional Autónoma de México (Biblioteca del Estudiante Universitario; 57) / Imprenta Universitaria.
- 58. Artículos y narraciones. 1945. Payno, Manuel. Selección y prólogo de Francisco Monterde. México, D. F.: Universidad Nacional Autónoma de México (Biblioteca del Estudiante Universitario; 58) / Imprenta Universitaria.
- 59. Retratos y estudios. 1945. Rabasa, Emilio. Prólogo y selección de Manuel González Ramírez. México, D. F.: Universidad Nacional Autónoma de México (Biblioteca del Estudiante Universitario; 59) / Imprenta Universitaria.
- 60. Así pasan... 1945. Dávalos, Marcelino. Prólogo de José Rojas Garcidueñas. México, D. F.: Universidad Nacional Autónoma de México (Biblioteca del Estudiante Universitario; 60) / Imprenta Universitaria.
- 61. Anales de los Xahil. 1946. Prólogo de Francisco Monterde. Traducción y notas de Miguel Ángel Asturias, Georges Raynaud. Traducción y notas de J. M . González de Mendoza 126969. México, D. F.: Universidad Nacional Autónoma de México (Biblioteca del Estudiante Universitario; 61) / Imprenta Universitaria.
- 62. Sucesos y diálogo de la Nueva España. 1946. Fernández de Oviedo, Gonzalo. Prólogo y selección de Edmundo O’Gorman. México, D. F.: Universidad Nacional Autónoma de México (Biblioteca del Estudiante Universitario; 62) / Imprenta Universitaria.
- 63. Humanistas mexicanos del siglo XVI. 1946. Introducción y selección de Gabriel Méndez Plancarte. Versión de Gabriel Méndez Plancarte. México, D. F.: Universidad Nacional Autónoma de México (Biblioteca del Estudiante Universitario; 63) / Imprenta Universitaria.
- 64. Ideas políticas. 1946. Palafox y Mendoza, Juan de. Prólogo y selección de José Rojas Garcidueñas. México, D. F.: Universidad Nacional Autónoma de México (Biblioteca del Estudiante Universitario; 64) / Imprenta Universitaria.
- 65. Tratados. 1947. Díaz de Gamarra y Dávalos , Juan Benito. Edición y prólogo de José Gaos. México, D. F.: Universidad Nacional Autónoma de México (Biblioteca del Estudiante Universitario; 65) / Imprenta Universitaria.
- 66. Páginas escogidas. 1972. Zavala, Lorenzo de. Introducción y selección de Fernando Curiel Defossé. México, D. F.: Universidad Nacional Autónoma de México (Biblioteca del Estudiante Universitario; 66) / Coordinación de Humanidades (UNAM).
- 67. Muñoz, visitador de México. 1947. Rodríguez Galván, Ignacio. Prólogo de Julio Jiménez Rueda. México, D. F.: Universidad Nacional Autónoma de México (Biblioteca del Estudiante Universitario; 67) / Imprenta Universitaria.
- 68. Páginas escogidas. 1959. Icaza, Francisco A. de. Prólogo y selección de Luis Garrido Díaz. Estudio introductorio de José Luis Martínez. México, D. F.: Universidad Nacional Autónoma de México (Biblioteca del Estudiante Universitario; 68) / Coordinación de Humanidades (UNAM).
- 69. Poesía neoclásica y académica. 1946. Selección e introducción de Octaviano Valdés. México, D. F.: Universidad Nacional Autónoma de México (Biblioteca del Estudiante Universitario; 69) / Imprenta Universitaria.
- 70. Crónicas. 1950. Prólogo y selección de Julio Torri. México, D. F.: Universidad Nacional Autónoma de México (Biblioteca del Estudiante Universitario; 70) / Imprenta Universitaria.
- 71. Teatro indígena prehispánico Rabinal Achí. 1955. Prólogo de Francisco Monterde. México, D. F.: Universidad Nacional Autónoma de México (Biblioteca del Estudiante Universitario; 71) / Coordinación de Humanidades (UNAM).
- 72. Relaciones de la Nueva España. 1956. Motolinía [fray Toribio de Benavente]. Introducción y selección de Luis Nicolau d´Olwer. México, D. F.: Universidad Nacional Autónoma de México (Biblioteca del Estudiante Universitario; 72) / Coordinación de Humanidades (UNAM).
- 73. Crónicas de la Compañía de Jesús en la Nueva España. 1957. Prólogo y selección de Francisco González de Cossío. México, D. F.: Universidad Nacional Autónoma de México (Biblioteca del Estudiante Universitario; 73) / Coordinación de Humanidades (UNAM).
- 74. Vidas de mexicanos ilustres del siglo XVIII. 1956. Prólogo, selección y notas de Bernabé Navarro B.. Traducción al español de Bernabé Navarro B.. México, D. F.: Universidad Nacional Autónoma de México (Biblioteca del Estudiante Universitario; 74) / Coordinación de Humanidades (UNAM).
- 75. Textos politicos. 1957. Zarco, Francisco. Introducción y selección de Xavier Tavera Alfaro. México, D. F.: Universidad Nacional Autónoma de México (Biblioteca del Estudiante Universitario; 75) / Coordinación de Humanidades (UNAM).
- 76. Vallarta en la Reforma. 1956. Vallarta, Ignacio L.. Prólogo y selección de Moisés González Navarro. México, D. F.: Universidad Nacional Autónoma de México (Biblioteca del Estudiante Universitario; 76) / Imprenta Universitaria.
- 77. Algunos cuentos. 1956. López Portillo y Rojas, José. Prólogo y selección de Emmanuel Carballo. México, D. F.: Universidad Nacional Autónoma de México (Biblioteca del Estudiante Universitario; 77) / Coordinación de Humanidades (UNAM).
- 78. Antología poética. 1953. Díaz Mirón, Salvador. Selección y estudio preliminar de Antonio Castro Leal. México, D. F.: Universidad Nacional Autónoma de México (Biblioteca del Estudiante Universitario; 78) / Imprenta Universitaria.
- 79. Antología. 1976. Riva Palacio, Vicente. Introducción y selección de Clementina Díaz y de Ovando. México, D. F.: Universidad Nacional Autónoma de México (Biblioteca del Estudiante Universitario; 79) / Coordinación de Humanidades (UNAM).
- 80. Antología filosófica. 1957. Caso, Antonio. Prólogo de Samuel Ramos. Selección de textos de Rosa Krauze. México, D. F.: Universidad Nacional Autónoma de México (Biblioteca del Estudiante Universitario; 80) / Coordinación de Humanidades (UNAM).
- 81. Visión de los vencidos: relaciones indígenas de la conquista. 1959. Introducción, selección y notas de Miguel León-Portilla. Ilustración de Alberto Beltrán. Versión en náhuatl de Ángel María Garibay. México, D. F.: Universidad Nacional Autónoma de México (Biblioteca del Estudiante Universitario; 81) / Imprenta Universitaria.[4]
- 82. Páginas escogidas. 1960. Sierra O’Reilly, Justo. Prólogo y selección de Carlos J. Sierra 127603. México, D. F.: Universidad Nacional Autónoma de México (Biblioteca del Estudiante Universitario; 82) / Coordinación de Humanidades (UNAM).
- 83. Vida religiosa y civil de los indios : Historia natural y moral de las Indias. 1963. Acosta, José de. compilación y prólogo de Edmundo O’Gorman. México, D. F.: Universidad Nacional Autónoma de México (Biblioteca del Estudiante Universitario; 83) / Coordinación de Humanidades (UNAM).
- 84. Monarquía Indiana. 1964. Torquemada, Fray Juan de. Selección, introducción y notas de Miguel León-Portilla. México, D. F.: Universidad Nacional Autónoma de México (Biblioteca del Estudiante Universitario; 84) / Coordinación de Humanidades (UNAM).
- 85. Memorias y autobiografías de escritores mexicanos. 1967. Vv aa. Prólogo y selección de Raymundo Ramos. México, D. F.: Universidad Nacional Autónoma de México (Biblioteca del Estudiante Universitario; 85) / Coordinación de Humanidades (UNAM).
- 86. Escritos politicos. 1967. Cos, José María. Introducción y notas de Ernesto Lemoine. Selección de textos de Ernesto Lemoine. México, D. F.: Universidad Nacional Autónoma de México (Biblioteca del Estudiante Universitario; 86) / Imprenta Universitaria.
- 87. Don Artemio. 1967. Valle. Prólogo y selección de Arturo Sotomayor. México, D. F.: Universidad Nacional Autónoma de México (Biblioteca del Estudiante Universitario; 87) / Coordinación de Humanidades (UNAM).
- 88. Pensamiento politico. 1968. Rejón, Manuel Crescencio. Prólogo, selección y notas de Daniel Moreno. México, D. F.: Universidad Nacional Autónoma de México (Biblioteca del Estudiante Universitario; 88) / Coordinación de Humanidades (UNAM).
- 89. Páginas escogidas. 1968. Bulnes, Francisco. Prólogo y selección de Martín Quirarte. México, D. F.: Universidad Nacional Autónoma de México (Biblioteca del Estudiante Universitario; 89) / Coordinación de Humanidades (UNAM).
- 90/91. Antología del modernismo (1884-1921) : volumen 1 y 2. 1970. Vv aa. vol. 1 y 2. Selección, introducción y notas de José Emilio Pacheco. México, D. F.: Universidad Nacional Autónoma de México (Biblioteca del Estudiante Universitario; 90) / Coordinación de Humanidades (UNAM).
- 92. Autos sacramentales. 1970. Cruz, Sor Juana Inés de la. Prólogo de Sergio Fernández. Notas de Alfonso Méndez Plancarte. México, D. F.: Universidad Nacional Autónoma de México (Biblioteca del Estudiante Universitario; 92) / Coordinación de Humanidades (UNAM).
- 93. Antología. 1970. Flores Magón, Ricardo. Selección e introducción de Gonzalo Aguirre Beltrán. México, D. F.: Universidad Nacional Autónoma de México (Biblioteca del Estudiante Universitario; 93) / Imprenta Universitaria.
- 94. Poesía insurgente. 1970. Compilación, introducción y notas de Ramón Martínez Ocaranza. México, D. F.: Universidad Nacional Autónoma de México (Biblioteca del Estudiante Universitario; 94) / Coordinación de Humanidades (UNAM).
- 95. Cuentos y crónicas de Amado Nervo. 1971. Nervo, Amado. Prólogo y selección de Manuel Durán. México, D. F.: Universidad Nacional Autónoma de México (Biblioteca del Estudiante Universitario; 95) / Coordinación de Humanidades (UNAM).
- 96. Los mejores poemas. 1971. Tablada, José Juan. Prólogo de J. M . González de Mendoza 126969. Presentación, edición y notas de Héctor Valdés. México, D. F.: Universidad Nacional Autónoma de México (Biblioteca del Estudiante Universitario; 96) / Coordinación de Humanidades (UNAM).
- 97. Páginas escogidas. 1973. Azuela, Mariano. Prólogo y selección de Luis Leal. México, D. F.: Universidad Nacional Autónoma de México (Biblioteca del Estudiante Universitario; 97) / Dirección General de Publicaciones [UNAM].
- 98. Cuentos románticos. 1973. Vv aa. Prólogo y notas de David Huerta. Selección de textos de David Huerta. México, D. F.: Universidad Nacional Autónoma de México (Biblioteca del Estudiante Universitario; 98) / Coordinación de Humanidades (UNAM).
- 99. Antología. 1972. Juárez, Benito. Introducción, selección y notas de Jorge L. Tamayo 127618. México, D. F.: Universidad Nacional Autónoma de México (Biblioteca del Estudiante Universitario; 99) / Coordinación de Humanidades (UNAM).
- 100. Antología. 1975. Gamio, Manuel. Estudio preliminar, selección y notas de Juan Comas Camps. México, D. F.: Universidad Nacional Autónoma de México (Biblioteca del Estudiante Universitario; 100) / Coordinación de Humanidades (UNAM).
- 101. Mercurio Volante (1772-1773). 1979. Bartolache, José Ignacio. Introducción de Roberto López Moreno. México, D. F.: Universidad Nacional Autónoma de México (Biblioteca del Estudiante Universitario; 101) / Coordinación de Humanidades (UNAM).
- 102. Cuentos de la Revolución. 1985. Vv aa. Selección, prólogo y notas de Luis Leal. México, D. F.: Universidad Nacional Autónoma de México (Biblioteca del Estudiante Universitario; 102) / Coordinación de Humanidades (UNAM).
- 103. Memorias y ensayos. 1985. Alzate y Ramírez , José Antonio de. Edición e introducción de Roberto López Moreno. México, D. F.: Universidad Nacional Autónoma de México (Biblioteca del Estudiante Universitario; 103) / Coordinación de Humanidades [UNAM].
- 104. Las minas y los mineros y Querens. 1987. Castera, Pedro. Edición, introducción y notas de Luis Mario Schneider. México, D. F.: Universidad Nacional Autónoma de México (Biblioteca del Estudiante Universitario; 104) / Coordinación de Humanidades [UNAM].
- 105. Obras I : novelas, cuentos y poemas. 1986. Delgado, Rafael. Edición, prólogo y notas de María Guadalupe García Barragán. México, D. F.: Universidad Nacional Autónoma de México (Biblioteca del Estudiante Universitario; 105) / Coordinación de Humanidades (UNAM).
- 106. Los parientes ricos. 1986. Delgado, Rafael. vol. II. Prólogo, edición y notas de María Guadalupe García Barragán. México, D. F.: Universidad Nacional Autónoma de México (Biblioteca del Estudiante Universitario; 106) / Coordinación de Humanidades (UNAM).
- 106. Obras II : Los parientes ricos. 1986. Delgado, Rafael. vol. 2. Estudio preliminar de María Guadalupe García Barragán. México, D. F.: Universidad Nacional Autónoma de México (Biblioteca del Estudiante Universitario; 106) / Coordinación de Humanidades (UNAM).
- 107. Relatos históricos. 1987. Ramírez Álvarez, José Fernando. Prólogo y selección de Ernesto de la Torre Villar. México, D. F.: Universidad Nacional Autónoma de México (Biblioteca del Estudiante Universitario; 107) / Coordinación de Humanidades (UNAM).
- 108. El sueño. 1989. Cruz, Sor Juana Inés de la. Edición, prólogo y notas de Alfonso Méndez Plancarte. México, D. F.: Universidad Nacional Autónoma de México (Biblioteca del Estudiante Universitario; 108) / Coordinación de Humanidades [UNAM].
- 109. De Porfirio Díaz a Zapata : memoria náhuatl de Milpa Alta. 1989. Jiménez, Luz. Nota preliminar de Miguel León-Portilla. Recopilación, prólogo y traducción de Fernando Horcasitas. México, D. F.: Universidad Nacional Autónoma de México (Biblioteca del Estudiante Universitario; 109) / Coordinación de Humanidades (UNAM).
- 110. El diablo en México y otros textos. 1989. Díaz Covarrubias, Juan. Edición y prólogo de Clementina Díaz y de Ovando. México, D. F.: Universidad Nacional Autónoma de México (Biblioteca del Estudiante Universitario; 110) / Coordinación de Humanidades (UNAM).
- 111. Teatro dieciochesco de Nueva España. 1990. Edición, introducción y notas de Germán Viveros. Apéndice de  Germán Viveros. México, D. F.: Universidad Nacional Autónoma de México (Biblioteca del Estudiante Universitario; 111) / Coordinación de Humanidades (UNAM).
- 112. México en tierra yanqui. 1990. Salado Álvarez, Victoriano. Introducción y selección de Álvaro Matute. México, D. F.: Universidad Nacional Autónoma de México (Biblioteca del Estudiante Universitario; 112) / Coordinación de Humanidades [UNAM].
- 113. Theatro Angelopolitano. 1991. Bermúdez de Castro, Diego Antonio. Compilación, introducción y notas de Ernesto de la Torre Villar. México, D. F.: Universidad Nacional Autónoma de México (Biblioteca del Estudiante Universitario; 113) / Coordinación de Humanidades (UNAM).
- 114. La "X" en la frente : textos sobre México. 1993. Reyes, Alfonso. Introducción y selección de Stella Mastrangelo. México, D. F.: Universidad Nacional Autónoma de México (Biblioteca del Estudiante Universitario; 114) / Coordinación de Humanidades (UNAM).
- 115. Caudillos y otros extremos. 1995. Guzmán, Martín Luis. Prólogo, selección y notas de Fernando Curiel Defossé. México, D. F.: Universidad Nacional Autónoma de México (Biblioteca del Estudiante Universitario; 115) / Coordinación de Humanidades (UNAM).
- 116. Antología poética. 1995. Valle, Juan. Selección y prólogo de Sergio López Mena. México, D. F.: Universidad Nacional Autónoma de México / Programa Editorial de la Coordinación de Humanidades [UNAM] (Biblioteca del Estudiante Universitario; 116).
- 117. Coloquios. 1996. Juan de la Anunciación, Fray. Edición, estudio introductorio y notas de Germán Viveros. México, D. F.: Universidad Nacional Autónoma de México (Biblioteca del Estudiante Universitario; 117) / Coordinación de Humanidades (UNAM).
- 118. Filósofos mexicanos del siglo XVIII. 1995. Introducción, selección y notas de Mauricio Beuchot. México, D. F.: Universidad Nacional Autónoma de México (Biblioteca del Estudiante Universitario; 118) / Coordinación de Humanidades [UNAM].
- 119. Las estatuas de la Reforma. 1996. Sosa, Francisco. Prólogo de Ernesto de la Torre Villar. México, D. F.: Universidad Nacional Autónoma de México (Biblioteca del Estudiante Universitario; 119) / Coordinación de Humanidades [UNAM].
- 120. Las ideas y las letras. 1995. Gaos, José. compilación y prólogo de Fernando Salmerón. México, D. F.: Universidad Nacional Autónoma de México (Biblioteca del Estudiante Universitario; 120) / Coordinación de Humanidades [UNAM].
- 121. Páginas sobre historia y geografía de México. 1996. Ortiz de Ayala , Tadeo. Prólogo, selección y notas de José Enrique Covarrubias. México, D. F.: Universidad Nacional Autónoma de México (Biblioteca del Estudiante Universitario; 121) / Coordinación de Humanidades [UNAM].
- 122. La conquista del Lacandón. 1997. Edición, introducción y notas de Nuria Pons Sáez. Selección de Nuria Pons Sáez. México, D. F.: Universidad Nacional Autónoma de México (Biblioteca del Estudiante Universitario; 122) / Coordinación de Humanidades (UNAM).
- 123. Hombre, educador y candidato. 1998. Vasconcelos, José. Introducción, selección y notas de Guadalupe Lozada Léon. México, D. F.: Universidad Nacional Autónoma de México (Biblioteca del Estudiante Universitario; 123) / Programa Editorial de la Coordinación de Humanidades [UNAM].
- 124. En torno al español hablado en México . 1997. Garibay, Ángel María. Estudio introductorio, selección y notas de Pilar Máynez. México, D. F.: Universidad Nacional Autónoma de México (Biblioteca del Estudiante Universitario; 124) / Coordinación de Humanidades (UNAM).
- 125. Historia de sabios novohispanos .1998. Eguiara y Eguren, Juan José de. Estudio introductorio y selección de Ernesto de la Torre Villar. Versión de Benjamín Fernández Valenzuela, Salvador Díaz Cíntora, México, D. F.: Universidad Nacional Autónoma de México (Biblioteca del Estudiante Universitario; 125) / Programa Editorial de la Coordinación de Humanidades [UNAM].
- 126. Textos insurgentes (1808-1821). 1998. Introducción y selección de Virginia Guedea. México, D. F.: Universidad Nacional Autónoma de México (Biblioteca del Estudiante Universitario; 126) / Programa Editorial de la Coordinación de Humanidades [UNAM].
- 127. Figuras y generaciones literarias. 1999. Monterde, Francisco. Prólogo de Jorge von Ziegler. Recopilación de Ignacio Ortiz Monasterio, Jorge von Ziegler. Selección de Jorge von Ziegler, Ignacio Ortiz Monasterio, México, D. F.: Universidad Nacional Autónoma de México (Biblioteca del Estudiante Universitario; 127) / Programa Editorial de la Coordinación de Humanidades [UNAM].
- 128. Lecturas geográficas mexicanas : siglo XIX. 1999. Compilación e introducción de Héctor Mendoza Vargas. México, D. F.: Universidad Nacional Autónoma de México (Biblioteca del Estudiante Universitario; 128) / Programa Editorial de la Coordinación de Humanidades [UNAM].
- 129. El estridentismo : la vanguardia literaria en México. 1999. Selección e introducción de Luis Mario Schneider. México, D. F.: Universidad Nacional Autónoma de México (Biblioteca del Estudiante Universitario; 129) / Programa Editorial de la Coordinación de Humanidades [UNAM].
- 130. Historiología : teoria y práctica. 1999. O’Gorman, Edmundo. Estudio introductorio y selección de Álvaro Matute. México, D. F.: Universidad Nacional Autónoma de México (Biblioteca del Estudiante Universitario; 130) / Programa Editorial de la Coordinación de Humanidades [UNAM].
- 131. El desdichado en fingir ; No hay mal que por bien no venga. 1999. Ruiz de Alarcón, Juan. Estudio introductorio de Germán Viveros. México, D. F. : Universidad Nacional Autónoma de México (Biblioteca del Estudiante Universitario; 131) / Programa Editorial de la Coordinación de Humanidades [UNAM].
- 132. Crónicas jesuíticas de la antigua California. 2000. Edición de Ignacio del Río. Compilación, introducción y notas de Ignacio del Río. México, D. F.: Universidad Nacional Autónoma de México (Biblioteca del Estudiante Universitario; 132) / Programa Editorial de la Coordinación de Humanidades [UNAM].
- 133. Cuadros de la Conquista y la Colonia. 2001. Pereyra, Carlos. Compilación e introducción de Fernando Serrano Migallón. México, D. F.: Universidad Nacional Autónoma de México (Biblioteca del Estudiante Universitario; 133) / Programa Editorial de la Coordinación de Humanidades [UNAM].
- 134. Pensamiento y acción. 2002. Cabrera, Luis. Estudio introductorio, selección y notas de Eugenia Meyer. México, D. F.: Universidad Nacional Autónoma de México (Biblioteca del Estudiante Universitario; 134) / Programa Editorial de la Coordinación de Humanidades [UNAM].
- 135. Los caminos de la historia. 2002. Reyes Heroles, Jesús. Introducción y selección de Eugenia Meyer. México, D. F.: Universidad Nacional Autónoma de México (Biblioteca del Estudiante Universitario; 135) / Programa Editorial de la Coordinación de Humanidades [UNAM].
- 136. Provincias internas : antología. 2003. Morfi, Fray Juan Agustín de. Edición, introducción y notas de Guadalupe Curiel Defossé. Selección de Guadalupe Curiel Defossé. México, D. F.: Universidad Nacional Autónoma de México (Biblioteca del Estudiante Universitario; 136) / Programa Editorial de la Coordinación de Humanidades [UNAM].
- 137. La construcción del modernism. 2002. Antología, introducción y rescate de Ana Laura Zavala Díaz, Belem Clark de Lara, México, D. F.: Universidad Nacional Autónoma de México (Biblioteca del Estudiante Universitario; 137) / Programa Editorial de la Coordinación de Humanidades [UNAM] / Dirección General de Publicaciones y Fomento Editorial [UNAM].
- 138. La Revolución Mexicana : crónicas, documentos, planes y testimonios. 2005. Estudio introductorio y selección de Javier Garciadiego. Notas de Javier Garciadiego. México, D. F.: Universidad Nacional Autónoma de México (Biblioteca del Estudiante Universitario; 138) / Programa Editorial de la Coordinación de Humanidades [UNAM].
- 139. Narraciones : antología. 2005. Gutiérrez Nájera, Manuel. Selección, edición, prólogo y notas de Alicia Bustos Trejo, Ana Elena Díaz Alejo. Advertencia editorial e introducción de Ana Elena Díaz Alejo. México, D. F.: Universidad Nacional Autónoma de México (Biblioteca del Estudiante Universitario; 139) / Programa Editorial de la Coordinación de Humanidades [UNAM].
- 140. El positivismo en México : antología. 2005. Vv aa. Prólogo y selección de Ignacio Sosa Álvarez. México, D. F.: Universidad Nacional Autónoma de México (Biblioteca del Estudiante Universitario; 140) / Programa Editorial de la Coordinación de Humanidades [UNAM].
- 141. El Hiperión : antología. 2006. Introducción y selección de Guillermo Hurtado. México, D. F.: Universidad Nacional Autónoma de México / Programa Editorial de la Coordinación de Humanidades [UNAM] (Biblioteca del Estudiante Universitario; 141).
- 142. El cuento mexicano en el modernismo : antología. 2006. Díaz Dufoo, Carlos. Introducción, selección y notas de Ignacio Díaz Ruiz. México, D. F.: Universidad Nacional Autónoma de México (Biblioteca del Estudiante Universitario; 142) / Programa Editorial de la Coordinación de Humanidades [UNAM].
- 143. Pensar el arte. 2008. Fernández, Justino. compilación y prólogo de Elisa García Barragán. México, D. F.: Universidad Nacional Autónoma de México (Biblioteca del Estudiante Universitario; 143) / Programa Editorial de la Coordinación de Humanidades [UNAM].
- 144. Vindicación de México. 2007. Zamacois, Niceto de. México, D. F.: Universidad Nacional Autónoma de México (Biblioteca del Estudiante Universitario; 144) / Programa Editorial de la Coordinación de Humanidades [UNAM].
- 145. Antología de textos : la Reforma y el Segundo Imperio (1853-1867). 2008. compilación y prólogo de Silvestre Villegas Revueltas. México, D. F.: Universidad Nacional Autónoma de México (Biblioteca del Estudiante Universitario; 145) / Programa Editorial de la Coordinación de Humanidades [UNAM].
- 146. Lecturas geográficas mexicanas Siglo XX. 2009. Introducción y selección de Héctor Mendoza Vargas. México, D. F.: Universidad Nacional Autónoma de México (Biblioteca del Estudiante Universitario; 146) / Programa Editorial de la Coordinación de Humanidades [UNAM].
- 147. Manuel Toussaint : antología. 2010. Toussaint, Manuel. Compilación, introducción y notas de Arnulfo Herrera. México, D. F.: Universidad Nacional Autónoma de México (Biblioteca del Estudiante Universitario; 147) / Programa Editorial de la Coordinación de Humanidades [UNAM].
- 148. Cartas barrocas desde Castilla y Andalucía. 2013. Maza, Francisco de la. México, D. F.: Universidad Nacional Autónoma de México (Biblioteca del Estudiante Universitario; 148) / Programa Editorial de la Coordinación de Humanidades [UNAM].
- 149. Carlos María de Bustamante : la República criolla. 2015. Bustamante, Carlos María de. Compilación, introducción y notas de Alfredo Ávila Rueda. México, D. F.: Universidad Nacional Autónoma de México (Biblioteca del Estudiante Universitario; 149) / Programa Editorial de la Coordinación de Humanidades [UNAM].
- 150. Panorama de textos novohispanos : una antología. 2016.  Vv aa. Selección, estudio introductorio y notas de María Dolores Bravo Arriaga. Ciudad de México: Universidad Nacional Autónoma de México / Programa Editorial de la Coordinación de Humanidades [UNAM] (Biblioteca del Estudiante Universitario; 150).
- 151. Prosa atenea: Antología del Ateneo de la Juventud. 2016. Vv aa. Selección, introducción y notas de Fernando Curiel Defossé. Ciudad de México: Programa Editorial de la Coordinación de Humanidades [UNAM] (Biblioteca del Estudiante Universitario; 151).